# Paul McNulty (Klavierbauer)
Paul McNulty (* 21. Oktober 1953 in Houston, Texas) ist ein US-amerikanischer Klavierbauer, den der New Grove als „berühmt für den hohen Standard seiner Instrumente“ bezeichnet. Die Palette der von ihm kopierten Modelle reicht von Fortepiani aus der frühen Klassik von Silbermann (1749), Stein (1788) und Walter (1792) bis hin zu romantischen Klavieren von Graf (1819 und 1836), Pleyel (1830), Boisselot (1846) und Streicher (1868). Die Vielfalt der Kopien von McNulty hat somit dazu beigetragen, „die Möglichkeit zu schaffen, die historische Aufführungspraxis auf das Klavierrepertoire des 19. Jahrhunderts auszudehnen“. (New Grove).

## Leben und Wirken
Paul McNulty begann 1976 ein Studium für Klassische Gitarre am Peabody-Konservatorium, entdeckte sein Interesse für historische Musikinstrumente und studierte unter anderem Lautenspiel. 1978 ging er an die New England School of Stringed Keyboard Instrument Technology, wo er bei Bill Garlick studierte und zum Klavierstimmer ausgebildet wurde. Bei seiner Abschlussprüfung erhielt McNulty den höchsten erteilten Grad tuning examiner („Stimmungs-Prüfer“).
Er nahm an einem Lehrgang in der Steinway-Fabrik in New York teil und hätte dort als Restaurator und Techniker anfangen können, entschied sich aber für eine Karriere als Hammerklavierbauer und machte eine zweijährige Ausbildung in diesem Fach bei Robert Smith in Somerville (Massachusetts).
1986 lud John Gibbons Paul McNulty ein, ihn mit einem Hammerklavierreplikat auf seiner Europa-Tournee mit Frans Brüggens Orchester des 18. Jahrhunderts zu begleiten. Gibbons spielte die Klavierkonzerte K. 491 in c-Moll und K. 466 in d-Moll von Mozart. Im selben Jahr zog McNulty nach Amsterdam. Bei der Brügge EXPO in Belgien 1989 fanden seine Hammerklaviere große Beachtung; weitere Aufträge folgten.
Die Suche nach den besten Materialien führte Paul McNulty in die Tschechische Republik. Die Überlieferung besagt, dass der damalige Wiener Klavierbauer Conrad Graf für seine Resonanzböden Holz aus dem Schwarzenberg-Wald (heute Sumava) in Südböhmen verwendete. Seit 1995 lebt McNulty in Divišov. 2004 heiratete er die russisch-kanadische Pianistin Viviana Sofronitsky. 
Derzeit baut McNulty Fortepiani, die für die Aufführung von Klavierwerken von Carl Philipp Emanuel Bach, Mozart und Beethoven bis hin zu Chopin, Liszt und Brahms geeignet sind. 2015 erweiterte er die Liste der von ihm gebauten Kopien um ein Klavier von Streicher, dem Lieblingsmodell von Johannes Brahms. Im September 2018 wurde auf den von McNulty gebauten Kopien der Hammerflügel von Graf (1819), Pleyel (1830) und Boisselot (1826) beim ersten internationalen Chopin Wettbewerb für das Spiel auf Instrumenten aus verschiedenen Epochen (durchgeführt vom „Fryderyk-Chopin-Institut“) gespielt. 2020 stellte Paul McNulty sein erstes Gottfried Silbermann-Fortepiano für Malcolm Bilson her.

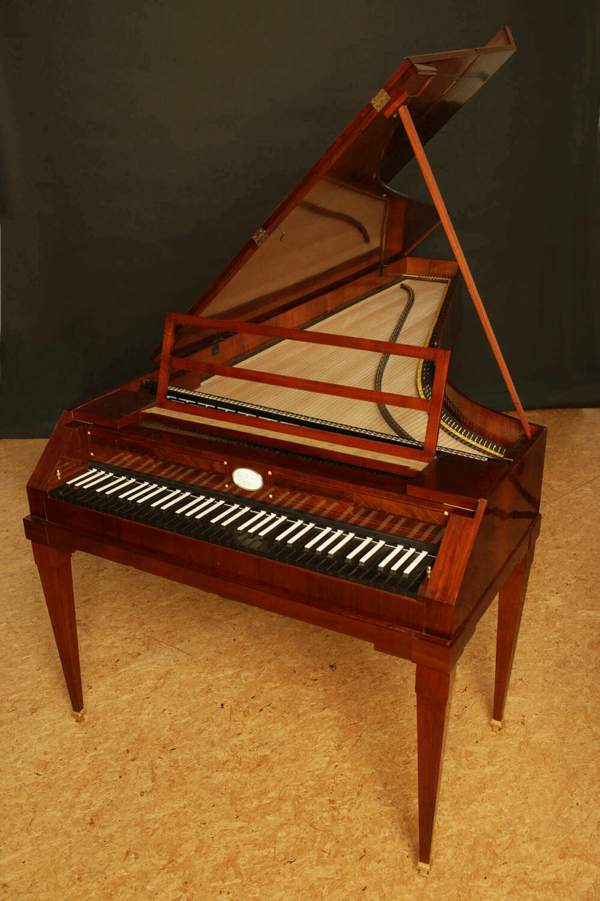
Hammerklavier von Paul McNulty, nach Anton Walter, 1804

Seit 1985 hat Paul McNulty 300 Klaviere gebaut, unter anderem für das „Internationale Chopin Festival“, den „ersten internationalen Chopin Wettbewerb für das Spiel auf Instrumenten aus verschiedenen Epochen“, das „Fryderyk Chopin Institut“ (Polen), die „Klassik Stiftung Weimar“, die Volksoper Wien, die „Privatuniversität für Musik und Kunst der Stadt Wien“, die Universität Sorbonne Paris, die Norwegische Musikhochschule, die Hochschule für Musik (Basel), die Schola Cantorum Basiliensis, die Staatliche Hochschule für Musik Trossingen, die Musikhochschule Köln, die Hochschule für Musik, Theater und Medien Hannover, Paul Badura-Skoda (Wien), Nikolaus Harnoncourt, Trevor Pinnock, Malcolm Bilson, Katia und Marielle Labèque, Kristian Bezuidenhout, Ronald Brautigam und Robert Levin.

## Werke
- Hammerklavier nach Johann Andreas Stein, um 1788
- Hammerklavier nach Anton Walter von 1782
- Hammerklavier nach Conrad Graf von 1819, op. 318
- Hammerklavier nach Ignaz Pleyel von 1830
- Hammerklavier nach Jean Louis Boisselot von 1846
- Konzertflügel nach Pleyel von 1836 (Originalkonzertflügel für Chopin, Replikat 2009)
- Konzertflügel nach Boisselot #2800 von 1846 (Originalflügel für Franz Liszt für die Russland-Tournee 1847, Replikat 2011 für das Liszt-Museum Weimar)
- Hammerklavier nach Silbermann von 1749
- Hammerklavier nach Buchholtz von 1826

## Aufnahmen
1. Ronald Brautigam. Ludwig van Beethoven. Complete works for solo piano. Vol.2. Hammerklaviere nach Graf, Walter und Stein
2. Kristian Bezuidenhout. Wolfgang Amadeus Mozart. Keyboard Music. Vol.2 Hammerklavier nach Walter
3. Viviana Sofronitsky with Warsaw Chamber Opera Orchestra on Period Instruments. Complete Mozart Piano Concertos (11 CD box). Hammerklavier nach Walter
4. Viviana Sofronitsky. F.Schubert. Wanderer Fantasy, Impromptus opp. 90 & 142. Hammerklavier nach 1819 Graf
5. Neal Peres De Costa. Pastoral Fables. Works for cor anglais and pianos. Hammerklavier nach Streicher
6. Nikolaus Harnoncourt, Rudolf Buchbinder. Wolfgang Amadeus Mozart. Piano concertos No. 23&25. Hammerklavier nach Walter
7. Paul Badura-Skoda with Musica Florea. Wolfgang Amadeus Mozart. Piano concertos K.271, K.414. Hammerklavier nach Walter
8. Robert Levin with the Academy of Ancient Music, Christopher Hogwood. Wolfgang Amadeus Mozart. Piano Concertos K271 & K414. Hammerklavier nach Walter
9. Krzysztof Książek. Fryderyk Chopin, Karol Kurpiński. Piano Concerto No.2 f-moll (solo version), Mazurkas, Ballade; Fugue & Coda B-dur. Hammerklavier nach Buchholtz
10. Viviana Sofronitsky, Sergei Istomin. Fryderyk Chopin. Complete works for cello and piano. Hammerklavier nach 1830 Pleyel und 1819 Graf